# Стафійчук Іван Йосипович
Іван Йосипович Стафійчук (11 вересня 1912 , Медівка, Медівська волость, Липовецький повіт, Київська губернія, Російська імперія  — грудень 1982 , Київ ) — український радянський і компартійний діяч, депутат Верховної Ради СРСР 3—7-го скликань, депутат Верховної Ради УРСР 8-го скликання. Член ЦК КПУ в 1952—1976 рр.

## Біографія
Народився 1912 року в селянській родині в селі Медівка, нині Оратівський район Вінницької області. У 1931 році закінчив Іллінецький сільськогосподарський технікум на Вінниччині.
У 1931—1934 роках — старший агроном Тернівської машинно-тракторної станції (МТС) на Сумщині; старший агроном Веприцької машинно-тракторної станції (МТС) на Полтавщині.
У 1934—1935 роках — служба в Червоній армії.
У 1935—1943 роках — головний агроном Баришівської машинно-тракторної станції (МТС) Київської області; головний агроном, завідувач Христинівського районного земельного відділу Київської області; директор радгоспу у Воронезькій області РРФСР.
Член ВКП(б) з 1940 року.
З 1943 по 1951 рік — голова виконавчого комітету Христинівської районної ради депутатів трудящих Київської області; 1-й секретар Тетіївського районного комітету КП(б)У Київської області; 1-й секретар Звенигородського районного комітету КП(б)У Київської області.
У 1951 році — завідувач сільськогосподарського відділу Київського обласного комітету КП(б)У.
У травні 1951 — грудні 1962 року — голова виконавчого комітету Київської обласної Ради депутатів трудящих.
Освіта вища. Закінчив Українську сільськогосподарську академію.
У січні 1963 — грудні 1964 року — 1-й секретар Київського сільського обласного комітету КПУ.
У грудні 1964 — березні 1967 року — голова виконавчого комітету Київської обласної Ради депутатів трудящих.
27 березня 1967 — 7 лютого 1969 року — голова Державного комітету Ради Міністрів Української РСР по хлібопродуктах і комбікормовій промисловості.
7 лютого — 30 вересня 1969 року — міністр хлібопродуктів Української РСР.
30 вересня 1969 — 19 квітня 1975 року — міністр заготівель Української РСР.
З квітня 1975 року — на пенсії у місті Києві, де й помер 11 грудня 1982 року.

## Нагороди
- два ордени Леніна
- орден Жовтневої Революції
- три ордени Трудового Червоного Прапора (1962)
- орден Вітчизняної війни 1-го ст.
- 9 медалей
- Почесна грамота Президії Верховної Ради Української РСР (10.08.1982)
- Заслужений працівник сільського господарства Української РСР (13.09.1972)